# Xã Pottawatomie, Quận Pottawatomie, Kansas
Xã Pottawatomie (tiếng Anh: Pottawatomie Township) là một xã thuộc quận Pottawatomie, tiểu bang Kansas, Hoa Kỳ. Năm 2010, dân số của xã này là 601 người.